# Cat 'n' mouse
Cat 'n' mouse is een studioalbum van John Abercrombie. Hij speelde het album vol met musici waar hij al eerder mee had gewerkt. Het kwartet nam het album op in de Avatar Studio te New York.

## Musici
- John Abercrombie – gitaar
- Mark Feldman – viool
- Joey Baron – slagwerk
- Marc Johnson – contrabas

## Muziek
| Nr. | Titel                                                     | Duur  |
| --- | --------------------------------------------------------- | ----- |
| 1.  | A nice idea (Abercrombie)                                 | 10:57 |
| 2.  | Convolution (Abercrombie)                                 | 5:34  |
| 3.  | String thing (Abercrombie)                                | 4:02  |
| 4.  | Soundtrack (Abercrombie)                                  | 8:06  |
| 5.  | Third stream samba (Abercrombie, Feldman, Baron, Johnson) | 8:45  |
| 6.  | On the loose (Abercrombie)                                | 6:00  |
| 7.  | Stop and go (Abercrombie)                                 | 7:04  |
| 8.  | Show of hands (Abercrombie, Feldman, Baron, Johnson)      | 9:18  |